# Królówka (Dąbrowica)
Królówka – część wsi Dąbrowica w Polsce, położona w województwie małopolskim, w powiecie dąbrowskim, w gminie Szczucin.
W latach 1975–1998 Królówka należała administracyjnie do województwa tarnowskiego.